# Orphninotrichia originis
Orphninotrichia originis är en nattsländeart som beskrevs av Wells 1990. Orphninotrichia originis ingår i släktet Orphninotrichia och familjen smånattsländor. Inga underarter finns listade i Catalogue of Life.